# Francesco Pasio
Francesco Pasio (Bolonya 1554 - Macau 1612) jesuïta italià, missioner al Japó a finals del període Azuchi-Momoyama i a principis del període Edo i a la Xina, durant el regnat de l'emperador Wanli de la dinastia Ming.

## Biografia
Francesco Pasio va néixer l'any 1554 a Bolonya. Va ingressar a la Companyia de Jesús el 25 d'octubre de 1572 i va celebrar la primera missa a Lisboa el 1578.
Es fa oferir per anar de missioner a Etiòpia però finalment va formar part de l'expedició dels missioners jesuïtes italians com Matteo Ricci, Michele Ruggieri i Rodolfo Aqcuaviva, que el 24 de març de 1578 van sortir de Lisboa cap a Goa, on van arribar el 13 de setembre de 1578.
Abans de sortir cap a Goa va ser rebut pel Papa Gregori XIII i a Lisboa pel rei Sebastià I de Portugal.
A Goa va ser procurador provincial (1578-1582), després va anar a Malaca i a Macau. El 1582 es va reunir amb Michele Ruggieri a Guangzhou i posteriorment va ser enviat al Japó, fet que va provocar la col·laboració de Ruggieri amb Ricci, amb l'objectiu de potenciar l'activitat missionera fora de Macau.
Va ser destinat al Japó i el 25 de juliol de 1583 va arribar a Nagasaki.Cal tenir en compte que en aquells moments la presència de cristians al Japó ja era molt important, amb un cens de 150.000 conversos, aproximadament l'1% del total de la població. En aquesta època va coincidir amb Toyotomi Hideyoshi, successor d'Oda Nobunaga, i un dels principals unificadors del Japó.
De Pasio s'ha conservat una quantitat important d'escrits, especialment memòries anuals i cartes,la majoria escrites en portuguès però també en italià i espanyol.
Inicialment va tenir algunes discrepàncies amb Alessandro Valignano el Visitador del moment, amb qui no estava d'acord amb la fundació del collegi de Macau ni tampoc amb la possibilitat d'ordenar sacerdots japonesos. Malgrat això el 1611 va ser nomenat Visitador per Xina i Japó, on va passar-hi més de 30 anys, fins que el 22 de març de 1612, malat va tornar a Macau.
Va morir a Macau el 30 d'agost de 1612.